# Феликс Парчетић
Феликс Парчетић (мађ. Parcsetich Felix, 1839–1889) био је угарски племић и велики жупан Новог Сада.

## Биографија
Феликс је рођен у буњевачкој пограничној породици 12. септембра 1839. године у Суботици. Потицао је из племићке породице која је угарску титулу добила указом Марије Терезије 1753. године. Феликс је био чукунунук Мартина Парчетића, првог сомборског градоначелника и родоначелника лозе Парчетић.
Феликс је постављен за тужиоца Адвокатске коморе у Суботици, прве те врсте у Војводини, основане 11. августа 1875. године.
Године 1882. постао је велики жупан Новог Сада. Након буне 1849. године у којој су страдали готово сви објекти на Тргу младенаца у Новом Саду, Феликс  је на овом месту подигао палату резиденцијалног типа. Данас се ово здање користи као матични уред.
Феликс Парчетић преминуо је 20. априла 1889. године и сахрањен је на Католичком гробљу у Новом Саду. Његово гробно место заштићено је као непокретно културно добро и споменик културе заједно са осталим гробним местима са надгробним споменицима значајних личности из историје Новог Сада, Петроварадина, Ср. Карловаца, Ср. Каменице. Завод за заштиту споменика културе града Новог Сада је 2020. године обновио надгробни споменик Феликса Перчетића.